# Daffy's Diner
Pour plus de détails, voir Fiche technique et Distribution.
Daffy's Diner est un court métrage américain Looney Tunes de 1967 réalisé par Robert McKimson, mettant en scène Daffy Duck contre Speedy Gonzales.